# Igreja de Nossa Senhora da Conceição (Jacobina)
Igreja de Nossa Senhora da Conceição é uma Igreja Católica fundada no ano de 1759, localizada no município de Jacobina, cidade localizada no interior do estado da Bahia.

## História

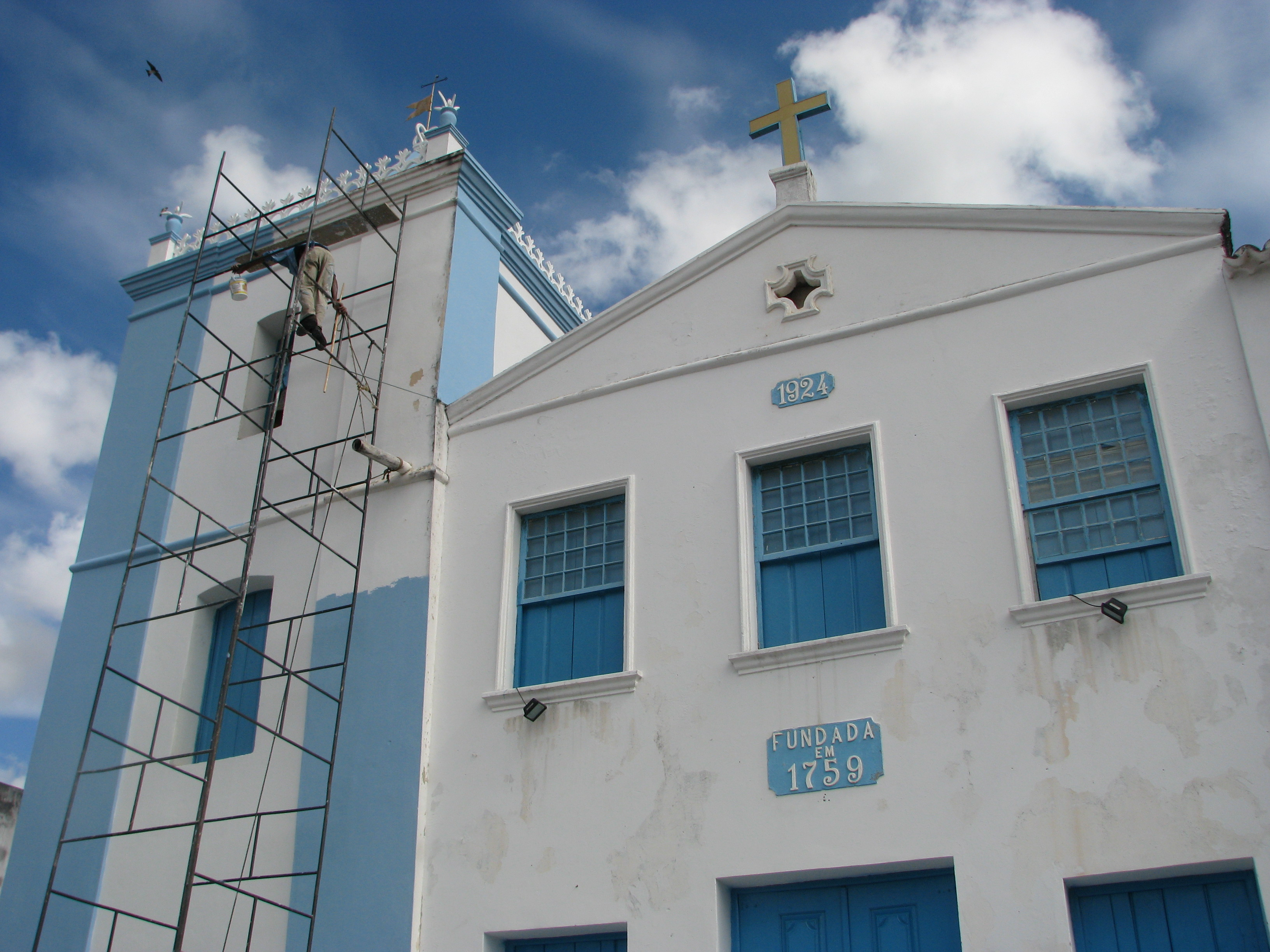
Fachada da Igreja Nossa Senhora da Conceição.

A igreja está construída na base da Serra da Conceição, em Jacobina. A obra foi erguida através de doações realizadas pela população da cidade em acordo com a irmandade portuguesa responsável pela paróquia. Fundada no ano de 1759, no século XVIII em meio a contexto de interiorização do Brasil organizado pela coroa portuguesa juntamente com a Igreja Católica, a paróquia recebeu uma imagem da Imaculada Conceição vinda diretamente de Portugal. A edificação ainda é marcada pelo uso das cores azul e branco, sendo uma das principais características arquitetônicas do prédio, sendo considerada uma construção de estilo arquitetônico neoclássico.
Durante o século XX, o prédio passou por uma série de reformas buscando preservar os degastas causados por ação do tempo, como chuvas, ventanias, calor, entre outras variantes associados ao passar dos anos. Dentre essas reformas, destacam-se a de 1957 e a de 1972, que garantiram a modernização hidráulica da Igreja, fortificação da estrutura e recuperação do telhado. Anterior às reformas, no ano de 1938, a Igreja foi assumida pela congregação dos Padres Cistercienses que passou a ser responsável por essa unidade e outras igrejas da cidade. Em meio às reformas realizadas, alguns aspectos originais da arquitetura da igreja foi perdida, porém, boa parte de da obra está em seu estado original.

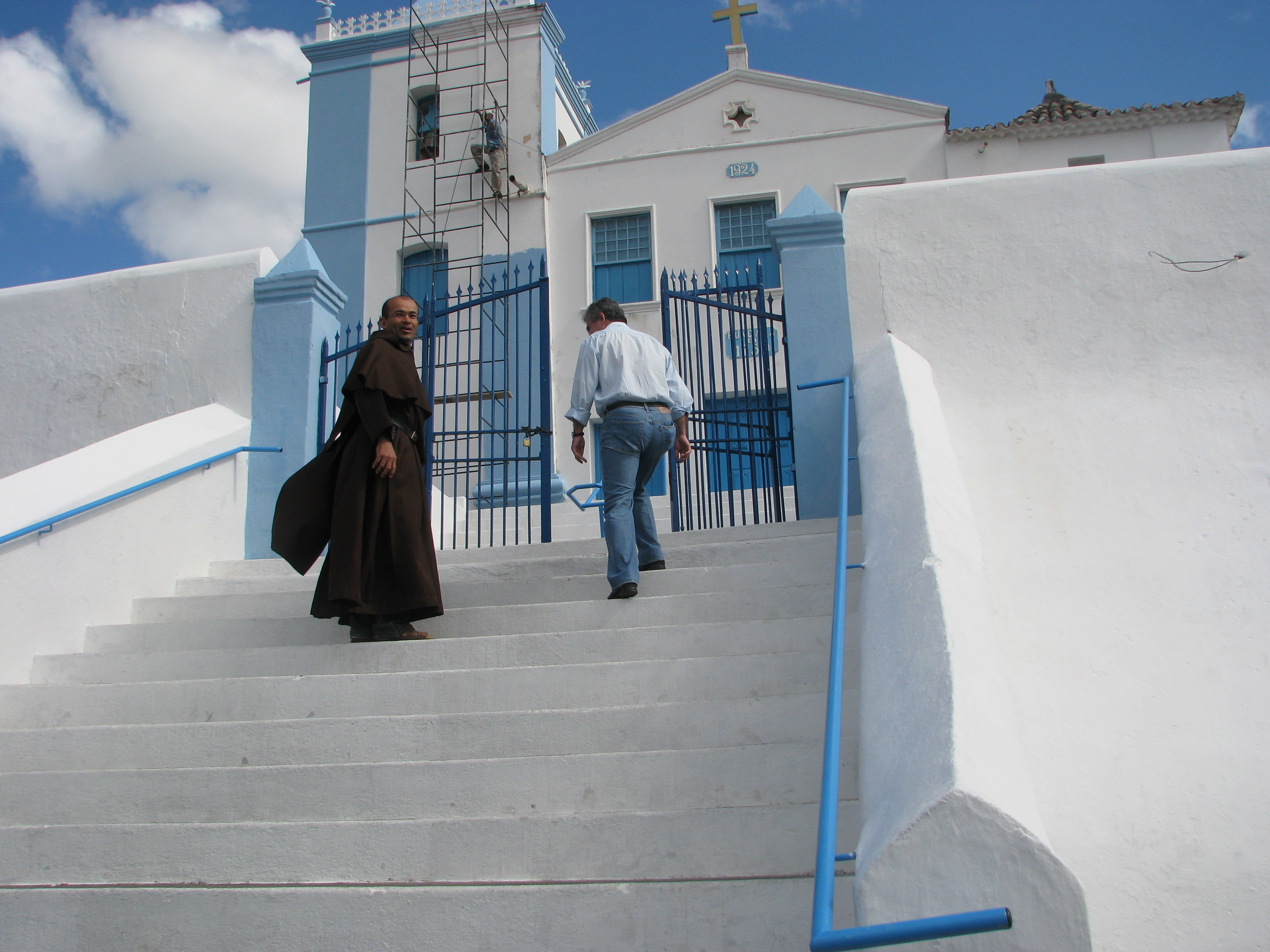
Escadaria da Igreja de Nossa Senhora da Conceição.

## Tombamento
No ano de 1972, a Igreja passou pelo processo de tombamento histórico provisório junto ao Instituto do Patrimônio Histórico e Artístico Nacional (IPHAN), órgão nacional de preservação histórica e memória vinculado ao Governo Federal.
O processo de tombamento definitivo foi autorizado por resolução do conselho consultivo da SPHAN em 13 de agosto de 1985.

## Atualidade
No ano de 2013, a Igreja corria riscos de desabamento. O problema estrutural estava vinculado com um descontrole de cupins no diocese. O prédio foi fechado por mais de dez meses e as missas transferidas para a Igreja Matriz de Santo Antônio.

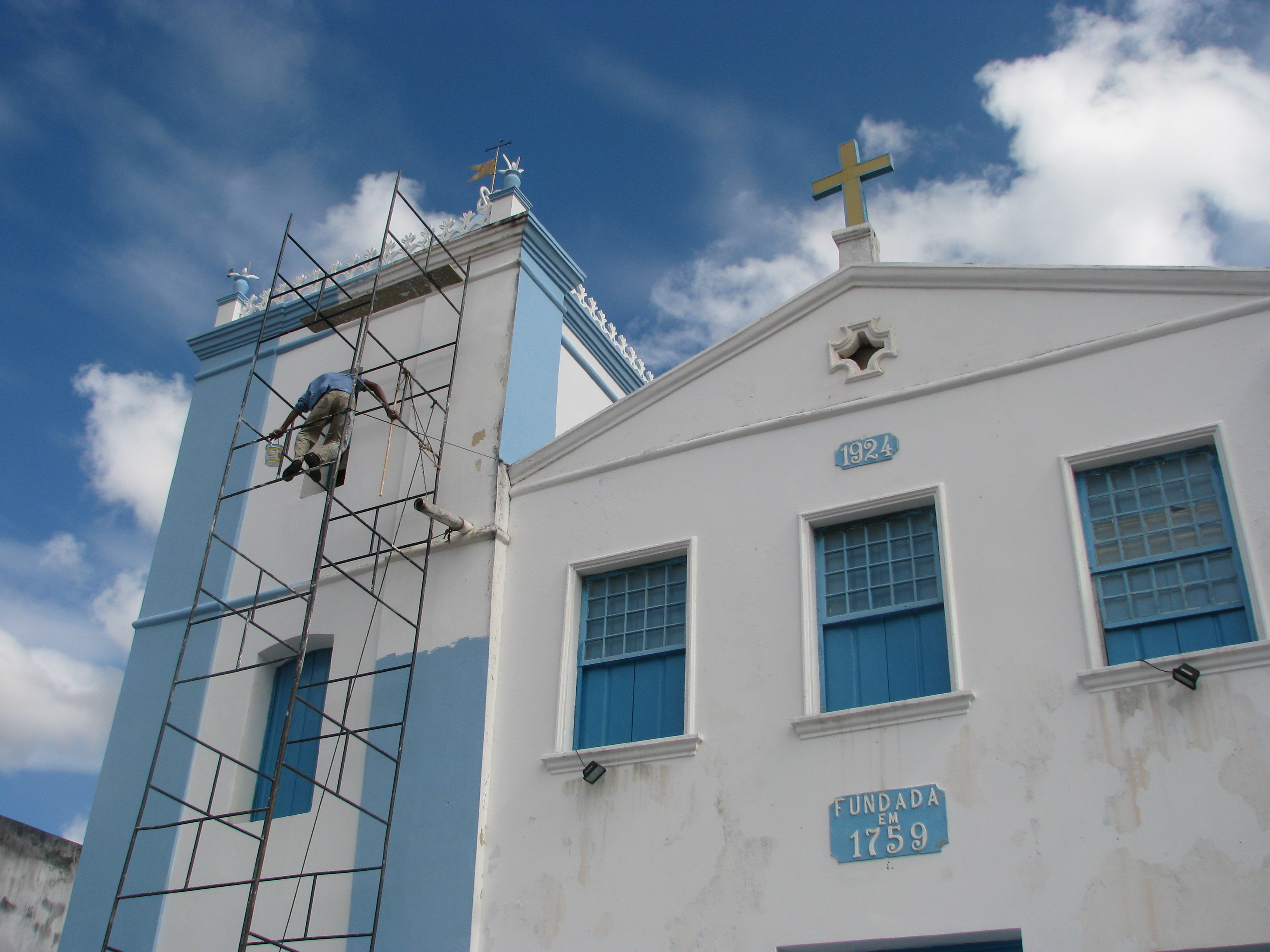
Obras de preservação na Igreja.

O então padre da Igreja, João da Silva, recorreu junto ao IPHAN recursos para reforma da Igreja porém o órgão na havia o valor necessário para as obras. Os fiéis da paróquia - que são organizados e possuem uma associação que visa proteger e angariar fundos para preservação do prédio e da Igreja - passaram a buscar os recursos necessários para a reforma. No plano institucional, os deputados Pedro Tavares (PMDB) e Maria del Carmen (PT), fizeram coro ao tentar garantir os recursos financeiros para o restabelecimento da Igreja.
Após os esforços, a reforma foi realizada. No ano de 2017, a igreja foi reaberta para o uso de fiéis e realização de missas, após quase seis anos fechada.
Em meio ao contexto da Pandemia de COVID-19 no Brasil, as missas foram suspensas, sendo retomadas de maneira gradual.